# Citlivost
Citlivost filmu je míra fotocitlivosti fotografického filmu na světlo stanovená senzitometricky a měřená v různých číselných škálách, z nichž nejnovější a nejpoužívanější je systém ISO. K popisu vztahu mezi expozicí a světlostí výstupního obrazu v digitálních fotoaparátech se používá systém podobný systému ISO pro film.
Relativně necitlivý film s odpovídajícím nižším indexem citlivosti vyžaduje větší expozici na světle, aby vytvořil stejnou hustotu obrazu jako citlivější film, a proto se běžně nazývá pomalý film. Vysoce citlivé filmy se odpovídajícím způsobem nazývají rychlé filmy. V digitální i filmové fotografii vede snížení expozice odpovídající použití vyšší citlivosti obecně ke snížení kvality obrazu (hrubší zrnitost filmu nebo vyšší obrazový šum v jiných typech záznamových médií). Stručně řečeno, čím vyšší citlivost, tím zrnitější bude obraz. Nakonec citlivost je omezena kvantovou účinností filmu nebo senzoru.

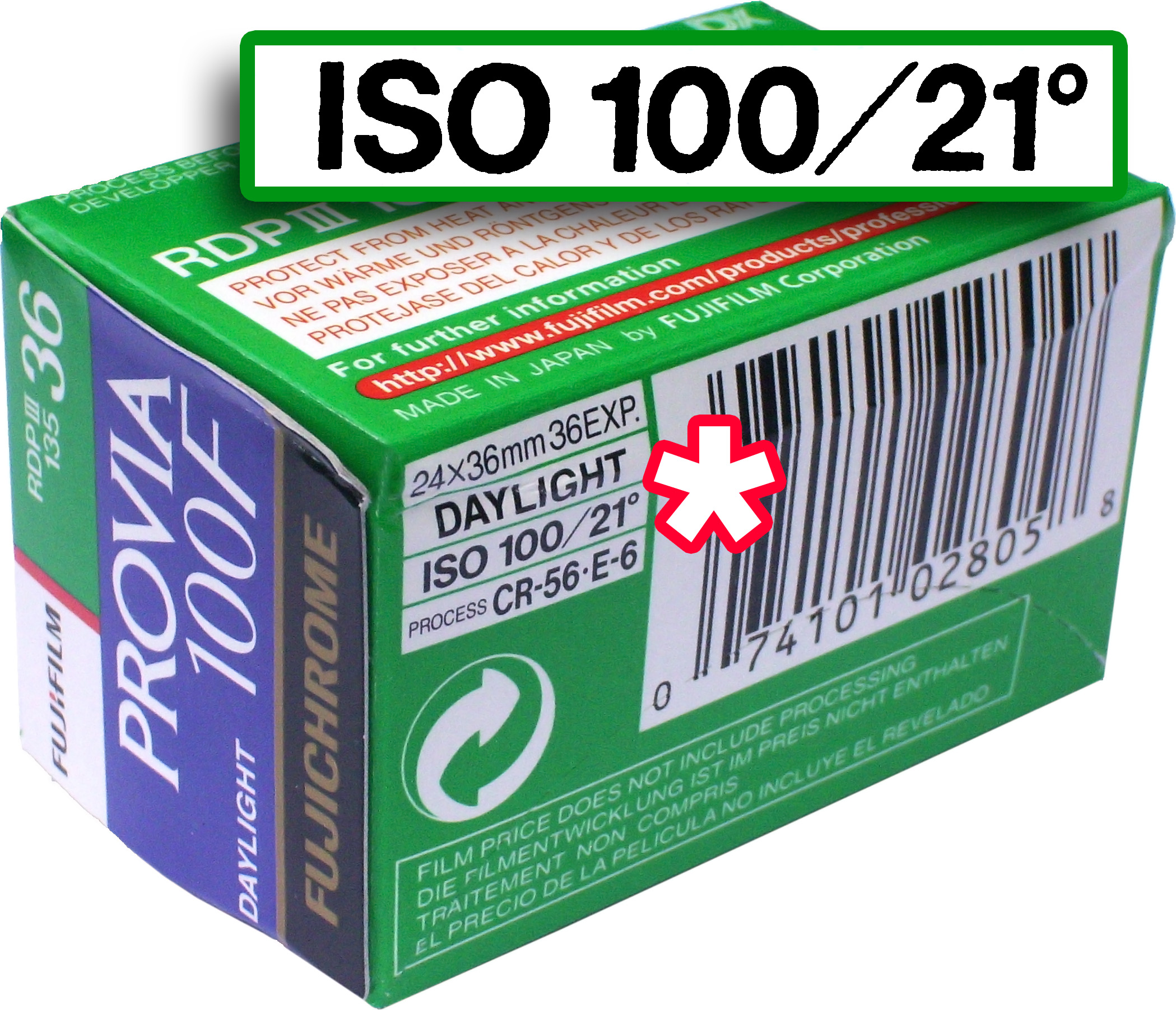
Film označující citlivost jako ISO 100/21 °, zachycuje aritmetický (100 ASA) i logaritmický (21 DIN) zápis. Druhý se často vynechává, takže např. „ISO 100“ je ve skutečnosti ekvivalentní starší citlivosti ASA.

Ve fotografické technice je citlivost jedním ze tří základních parametrů určující expozici výsledného snímku. Zbylé dva jsou clona a expoziční čas.

## Jednotky
Citlivost je v dnešní době nejčastěji udávaná dle normy ISO 5800 (ČSN 66 6625), která vznikla „sloučením“ norem ASA PH2.5-1960 a DIN 4512:1961-10. V digitálních fotoaparátech je parametr jednoduše nazýván ISO. Citlivost ISO se pohybuje obvykle v rozmezí od 12/12° do 3200/36° (u řady fotoaparátů je ale udávána i vyšší), obvyklé hodnoty jsou 100/21°, 200/24° a 400/27°.
Ve starší literatuře se lze setkat také s dalšími jednotkami, obvykle pojmenovanými podle tvůrce nebo organizace, kteří je stanovili. Jsou to:
- °DIN (Deutsche Industrie-Norm, vydávaná Deutsches Institut für Normung)
- °Sch. (Scheinerova stupnice – evropská a americká varianta)
- BS (British Standards Institution)
- B.S.I. (British Scheiner Exposure Index)
- GOST (gosudarstvěnnyj standart, státní standard – rusky ГОСТ, государственный стандарт)
- ASA (American Standards Association)
- Weston Film Speed Ratings
- GE (General Electric)
- H.&D. (Hurter & Driffeld Speed Numbers – evropská a americká varianta)
- °ČSN (Československá státní norma)

Ty jednotky, které jsou ve výše uvedeném seznamu označeny jako stupně (°), jsou logaritmické. U všech těchto logaritmických stupnic odpovídá zvýšení o 3 stupně dvojnásobné citlivosti.
Přesný přepočet citlivosti konkrétního materiálu mezi stupnicemi není úplně možný, protože některé z nich zohledňují i strmost materiálu (která u klasických materiálů nemusí být lineární) a použité vyvolávací chemikálie. Někteří výrobci navíc mírně korigovali své údaje (aby kompenzovali vliv rozdílných definic stupnic).
Přibližný přepočet (může se lišit podle zdrojů o 1/3-2/3 EV):
| ISO     | °DIN | °Sch. (evr.) | Sch. (am.) | B.S.I. | GOST | ASA | Weston | GE  | H&D (evr.) | H&D (am.) | °ČSN |
| ------- | ---- | ------------ | ---------- | ------ | ---- | --- | ------ | --- | ---------- | --------- | ---- |
| 100/21° | 21°  | 31°          | 25°        | 30°    | 90   | 100 | 65     | 100 | 5000       | 2000      | 21°  |

## Vliv citlivosti

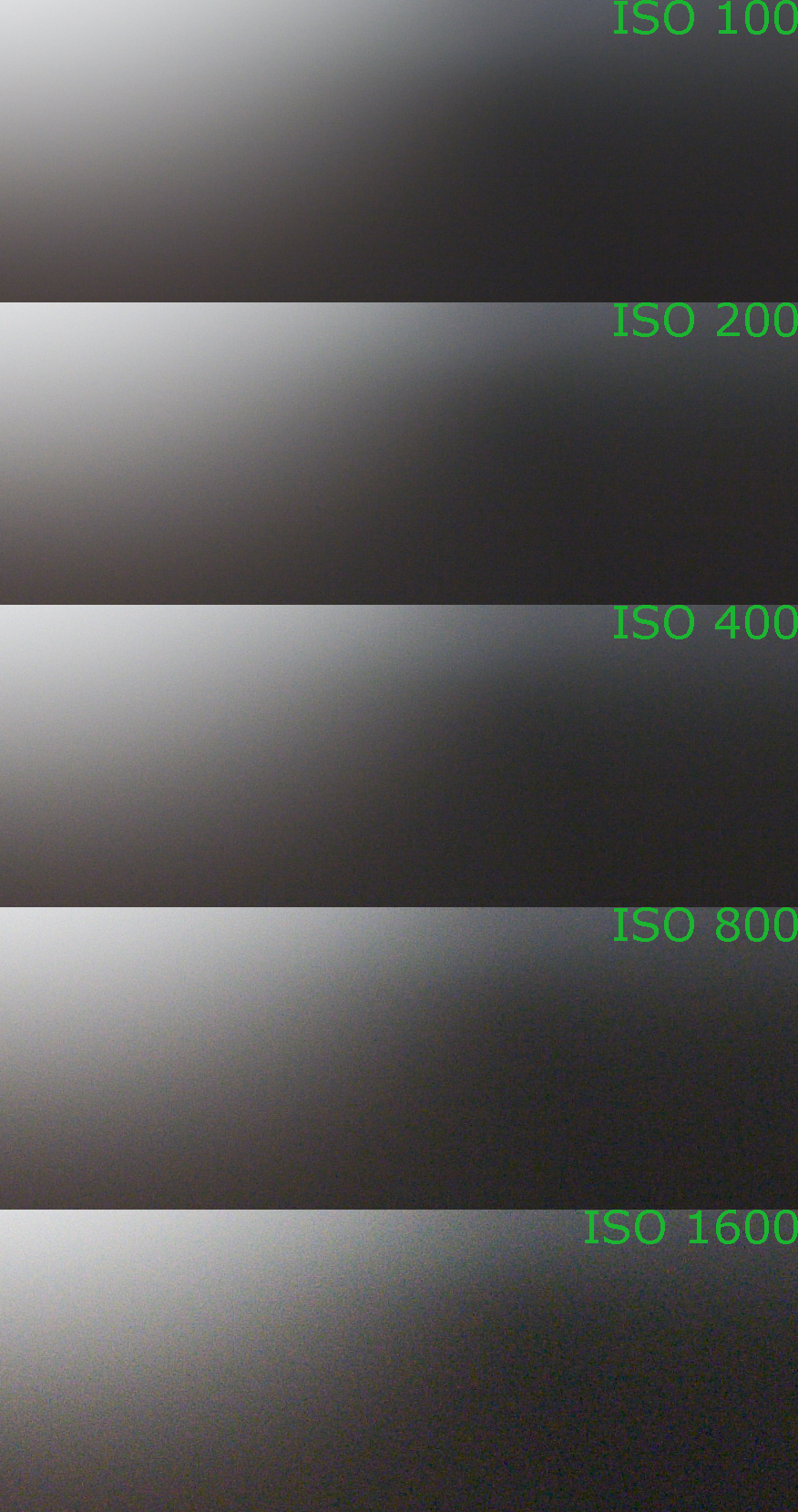
Ukázky šumu fotografie digitálního fotoaparátu při úrovních citlivosti ISO 100 až ISO 1600. Je vidět, s rostoucím ISO se výrazně zvyšuje i intenzita šumu.

Dvojnásobná citlivost snižuje potřebný expoziční čas na polovinu. Tedy při dvakrát větší citlivosti (filmu, snímače – CCD, CMOS) stačí pro stejnou úroveň expozice pouze polovina dopadajícího světla. Při zdvojnásobení citlivosti beze změny množství dopadajícího světla tedy můžeme:
- zkrátit expoziční čas na polovinu – a tím snížit rozmazání pohybu ve focené scéně, nebo
- zvýšit clonu o jedno clonové číslo – tím se adekvátně zvýší i hloubka ostrosti.

Při kreativním fotografování je také častá změna citlivosti na menší, kdy se prodlužuje čas potřebný k expozici (zvýraznění pohybu ve fotografované scéně) nebo je možné snížit clonové číslo (třeba až na hranici, která je dána světelností objektivu – popředí je více odděleno od pozadí snížením ostrosti pozadí fotografované scény).

## Zrno a šum
Citlivost filmu má v praxi vliv na kvalitu fotografie – způsobuje větší šum a zrno:
- u klasického záznamu je výrazné zrno přirozeným projevem citlivějších filmů
- u digitálního záznamu se projevuje pouze („elektronický“) šum – hraje zde roli hlavně kvalita a velikost čipu

Na rozdíl od zrna klasického filmu (který v některých případech může být použit záměrně) je šum v digitálním záznamu extrémně degradujícím faktorem. Kazí kvalitu fotografie, snižuje její ostrost, pohlcuje detaily a zakrývá (ničí) jinak ostré barevné přechody. Lze jej eliminovat pouze na úkor detailů fotografie (např. prokreslení vlasů, vzoru na látce, atd.). Eliminace šumu je čím dále více patrná především u digitálních fotoaparátů s malým čipem, který má velké rozlišení.
Vývoj čipů jde kupředu především v hustotě světlocitlivých buněk. S ohledem na výrobní náklady není často kladen důraz na snižování jejich vlastního elektrického šumu, který má na zkreslení výsledné informace o intenzitě dopadajícího světla největší vliv. Problém je řešen až odšumovacími algoritmy v procesoru fotoaparátu, který fotografii před uložením „vyčistí“. Zanikají tím detaily, snižuje se čitelnost kresby a v nejhorším případě je pak výsledek více podobný malbě než fotografii. Je to levné řešení se snadnou výrobou nových modelů fotoaparátů, ale řešení s velmi nízkým skutečným růstem technické kvality fotografie při rostoucím rozlišení.